# Chico Recarey
Francisco "Chico" Recarey Vilar (Coristanco, Galiza, 1943) é um empresário espanhol radicado no Brasil.
Emigrou para o Brasil em 1956 ou 1962. Sua carreira profissional começou cedo como garçom. Foi dono de mais de 40 empreendimentos no Rio de Janeiro, como bares, restaurantes (como a Pizzaria Guanabara) e casa de shows (como o Scala). Foi considerado o rei da noite nos anos 80 e chegou a receber o título de cidadão honorário da cidade do Rio de Janeiro.
Seu império começou a ruir nos últimos anos da década de 1990. Em 1999, 70% de seus bens tiveram de ser leiloados na Justiça para pagamento de dívidas. Em 2005, Recarey foi preso por uma condenação tributária que remontava a 2001.